# Orchestre Royal de Chambre de Wallonie
Het Orchestre Royal de Chambre de Wallonie (Nederlands: Koninklijk kamerorkest van Wallonië) is het oudste kamerorkest van België.

## Geschiedenis
Het orkest werd opgericht in 1958 onder de naam Les Solistes de Bruxelles (de solisten van Brussel) door de violiste Lola Bobesco. Het Orchestre royal de Chambre de Wallonie stond vervolgens onder leiding van de violist-dirigenten Philippe Hirschhorn, Jean-Pierre Wallez, Georges Octors, Augustin Dumay (van 2003 tot 2014) en sinds januari 2014 Frank Braley. Het orkest is vaste medewerker van de Koningin Elisabethwedstrijd. Het orkest begeleidde gerenommeerde solisten, waaronder José Van Dam, Mstislav Rostropovitsj, Mischa Maisky, Arthur Grumiaux, Jean-Pierre Rampal, Paul Tortelier, Philippe Hirschhorn, Janos Starker, Aldo Ciccolini, Maria João Pires en Frank Braley.
Het orkest geeft veelvuldig concerten in België, vooral in Wallonië en in het bijzonder in Bergen waar het orkest gevestigd is en in Brussel in het Paleis voor Schone Kunsten). Daarnaast speelde het ensemble in gerenommeerde zalen en op festivals zoals in het Concertgebouw in Amsterdam, het Théâtre des Champs-Élysées in Parijs, la Folle Journée in Nantes, het Festival van Menton, en in culturele hoofdsteden als Lissabon, Bilbao, Tokio en Peking.